# Rosa 'Mein Schöner Garten'
Rosa 'Mein Schöner Garten' — сорт роз, декоративное садовое растение.

## Биологическое описание
Высота растения до 120 см. 
Листья глянцевые, тёмно-зелёные.
Цветки нежного лососево-розового цвета, с более светлым центром, полумахровые, в кистях.
Аромат от лёгкого до сильного с фруктовыми оттенками.
Цветение волнами на протяжении всего сезона.

## В культуре
Устойчивость к дождю хорошая. Устойчивость к болезням хорошая.
Зоны морозостойкости: от 6b (−17,8 °C… −20,6 °C) до более тёплых.